# ترانه‌های عاشقانه احمقانه (گلی)
"ترانه‌های عاشقانه احمقانه" (به انگلیسی: Silly Love Songs) دوازدهمین قسمت از فصل دوم و ۳۴مین قسمت از کل سریال موزیکال آمریکایی گلی است که تم روز والنتاین دارد. این قسمت توسط رایان مورفی نویسندگی و توسط تیت داناوان کارگردانی شده‌است و در ۸ فوریه ۲۰۱۱ از شبکه رسانه‌ای فاکس پخش شد. در این قسمت مربی آنها ویل شوستر (متیو موریسون) به اعضای کلوپ گلی تکلیف می‌کند ترانه‌های عاشقانه به بزرگداشت روز ولنتاین بخوانند. فین هادسون (کوری مونتیه) یک دکه بوسه راه می‌اندازد تا با پول آن بتواند هزینه شرکت در مسابقات ناحیه‌ای را به دست آورد. در آکادمی دالتون نیز بلین اندرسون (دارن کریس) تلاش دارد اعضای چکاوک‌ها را راضی کند تا برای فردی به نام جرمایا در خارج از مدرسه بخوانند از طرفی کرت هامل (کریس کولفر) تصور می‌کند که این فرد اوست و در نهایت به عشقش نسبت به بلین اعتراف می‌کند.
این اپیزود شامل شش ترانه بازخوانی شده از ترانه‌های ولنتاین خنده‌دار من از اجرای موزیکال خوشگل‌ها در بغل، پی.وای.تی. از مایکل جکسون، دخترهای کون گنده از کوئین، وقتی تو را تنها گیر بیاورم، آتش‌بازی از کیتی پری و ترانه‌های عاشقانه احمقانه از پل مک‌کارتنی بود. این ترانه‌ها به جز دخترهای کون گنده قابل دانلود بودند.
این قسمت ۱۱.۸ میلیون بیننده داشت.